# Hanging on by a Thread
Hanging On by a Thread es el primer álbum de estudio del grupo de rock cristiano y hard rock estadounidense The Letter Black, lanzado el 4 de mayo de 2010 por la discográfica Tooth & Nail Records. 
El álbum en general recibió críticas positivas, totalizando buenas posiciones en listas, principalmente en las listas de rock cristiano.

## Canciones
El álbum incluye las canciones Hanging on by a Thread y Best of me, las cuales pertenecen al disco anterior, Breaking the Silence EP, lanzado en el año 2009.
| N.º | Título                   | Duración |  |
| 1.  | «Fire With Fire»         | 3:06     |  |
| 2.  | «Invisible»              | 3:20     |  |
| 3.  | «Hanging On By A Thread» | 3:03     |  |
| 4.  | «Believe»                | 4:01     |  |
| 5.  | «There'll Come A Day»    | 3:23     |  |
| 6.  | «My Disease»             | 2:56     |  |
| 7.  | «I'm Just Fine»          | 2:50     |  |
| 8.  | «Best Of Me»             | 3:46     |  |
| 9.  | «All I Want»             | 3:21     |  |
| 10. | «Moving On»              | 3:39     |  |
| 11. | «More To This»           | 4:21     |  |
| 12. | «Care Too Much»          | 3:22     |  |
| 13. | «Wounded»                | 3:25     |  |

## Sencillos y vídeos
El sencillo "Breaking the Silence" fue lanzado en 2009 y llegó al n.º 10 en el sitio web musical Christianrock.net. El segundo sencillo lanzado fue la canción "Best of Me", la cual llegó al Top 20 sitio web musical Weekend 22. 
El tercer sencillo del álbum, "Believe", fue lanzado en septiembre de 2010.
La banda ha hecho el vídeo musical de "Hanging on by a Thread", que cuenta con la banda tocando en una sala totalmente abarrotada. Posteriormente, la banda lanzó el videoclip de la canción "Believe" a través del sitio web iTunes el 17 de noviembre de 2010, que cuenta con la banda tocando en una habitación oscura, con imágenes de siluetas y la cantante de la banda, Sarah Anthony, escapando de la habitación a través de una puerta lejana que conduce a la luz.

## Posición en las listas
| Lista            | Posición |
| ---------------- | -------- |
| US Billboard 200 | 183      |

El álbum debutó en el puesto nº10 de la lista Billboard Top Christian Albums, y fue considerado uno de los mejores álbumes de rock cristiano del año 2010.

## Personal
- Sarah Anthony – voz
- Mark Anthony – voz secundaria y guitarra
- Matt Beal – bajo
- Mat Slagle – batería